# 제21회 일본 참의원 의원 통상선거
제21회 일본 참의원의원 통상선거는 2007년 7월 29일에 시행된 일본 참의원의원의 선거이다.

## 일정의 변경
원래는 7월 5일을 공시일로, 7월 22일을 투표일로 예정하였다. 이것은 공직선거법에서 참의원의원 통상선거가 ‘참의원 개회 중 또는 참의원 폐회일로부터 23일 이내에 있는 경우에는, 통상선거는 참의원 폐회일로부터 24일 이후 30일 이내에 실시한다’고 규정되어 있고, 제166회 통상국회가 6월 23일에 폐회할 예정이기 때문이었다.
그러나 아베 신조 총리가 〈연금시효철폐법〉이나 〈공무원개혁법〉 등의 법안을 회기 중에 통과시키고자 하였으므로, 정부와 여당에서 회기를 (선거 일정이 연기되지 않는) 5일부터 1·2주 사이로 연장하는 것이 검토되었다. 최종적으로는 회기를 12일간 연장하기로 결정되어, 6월 22일에 중의원 본회의에서 가결되었다. 이에 따라 공시일과 투표일이 각각 1주일씩 늦춰지게 되었다.
이때문에 7월 22일을 기준으로 투표·개표 준비를 해오던 각 지방 선거관리위원회가 대응에 분주해졌다. 특히 군마현에서는 예정일에 현 지사 선거를 실시하기로 결정했으므로, 2주 연속으로 선거가 진행된다. 이와 관련해 입후보 예정자의 유세 등의 스케줄에서도 혼란이 나온다는 비판이 있다. 또한 회기 연장과 선거 지체에 항의해 은퇴하기로 한 의원도 나타났다.

## 선거 정보

### 투표일
- 2007년 7월 29일

### 개선수
- 122명(선거구 73, 비례대표 48)

### 선거제도
- 선거구 - 중선거구제, 소선거구제
- 비례대표 - 비구속명부식 비례대표제

## 주요 쟁점
- 제1차 아베 신조 내각의 신임
- 연금 대책
- 사회보험청의 처리
- 일본과 오스트레일리아 사이에 맺은 FTA 등의 농업 정책
- 일본국 헌법 개정
- 정치와 돈의 문제
- 양극화 사회 대책
- 저임금 파견 노동자의 증대로 상징되는 사회격차
- 정률 감세 폐지로 인한 부담의 증가

### 블로그 키워드
선거 공시일인 2007년 7월 13일부터 사흘 후인 7월 16일까지 일본어로 쓰여진 8백여만 개의 블로그에서, 참의원 통상선거와 관련된 포스팅을 집계한 결과 ‘연금’이 2,988건 등장해 선거 키워드 중 1위를 차지했다. 이어 ‘아베’가 2,247건 등장해 2위를 차지했고, 아베 신조 총리가 전면에 내세운 ‘교육’과 ‘헌법’은 각각 1,177건, 936건 등장해 3위와 4위를 차지했다. 야당이 쟁점으로 내건 ‘의료’, ‘돈’, ‘격차’, ‘부가세’는 각각 919, 712건, 691건, 545건 등장해 5위부터 뒤를 이어 나갔다.

## 선거 전의 동향
- 하토야마 유키오는 공시 이후인 7월 19일에 각 가정에 신문 광고지로 배포된 정부 홍보에서 자민당의 주장을 게재하고 있다며, 7월 20일에 아베 신조 총리를 공직선거법 위반으로 도쿄지검에 고발했다.
- 참의원 통상선거를 1주일 앞두고 치러진 군마현 지사 선거에서 자민당이 공천한 오자와 마사아키가 30만 5천 표를 얻어, 5선에 도전하던 현직 고데라 히로유키를 1만 3천 표 차로 물리치고 당선되었다. 군마 현 지사 선거에는 후쿠다 야스오 전 내각관방장관이 자민당의 선거본부장을 맡는 등, 현직 국회의원과 지방 의원이 총동원 된 조직선거로 격전이 벌어졌다.[2]

### 여론조사
마이니치 신문과 TBS가 공동으로 실시한 전화 여론조사에서, 여당인 자민당을 지지한다고 응답한 사람이 21퍼센트인 것에 비해 제1야당인 민주당을 지지한다고 응답한 사람은 31퍼센트로, 자민당을 크게 앞서는 것으로 나타났다. 연립 여당인 공명당의 지지율 6퍼센트를 합쳐도 야당의 지지율은 30퍼센트에도 미치지 못했다. 선거 결과 예측 또한 자민당은 30석에서 40석 내외인 반면에, 민주당은 57석에서 68석 내외로, 현재 여당이 과반수가 되기 위한 64석에 한참 모자란다고 분석되었다.
자민당의 제1차 아베 신조 내각의 정책에 대해 부정적으로 평가한 응답자는 62퍼센트로, 이중 45퍼센트가 참의원 선거 비례대표로 민주당에 투표한다고 밝혔고, 자민당에 투표한다고 응답한 사람은 11퍼센트로, 아베 신조 내각에 대한 낮은 평가가 여당의 패배를 불러 일으킬 것으로 파악되었다. 평가는 30대 이후에서 60퍼센트 이상이 부정적으로 평가했으며, 긍정적인 평가가 부정적인 평가보다 높은 지역은 아베 총리의 고향인 야마구치현만으로 파악되었다.
다만 지지정당을 결정하지 못한 부동층이 26퍼센트로 선거에 중요한 영향을 끼칠 것으로 분석되었다. 다만 선거구와 비례대표 모두 자민당의 의석이 감소하는 것은 큰 변동이 없으며, 자민당이 얼마나 후퇴하는지에 쟁점이 맞춰져 있다. 정기 여론 조사가 아닌 선거 전의 특별 여론조사로는, 1996년에 민주당이 출범한 이후 처음으로 자민당의 지지율을 앞섰다.

## 선거 결과

### 투표자수
- 선거 전날인 7월 28일까지 기일전투표(부재자투표)를 마친 유권자는 10,798,997명으로, 2004년 선거의 7,171,390명에 비해 약 280만 명이 증가한 것으로 나타났다.[5]

### 투표율
- 비례구 - 58.63%
- 지역구 - 58.64%

### 정당별 획득 의석

제21회 참의원 통상선거 요약 그래프.

| 정당명        | 개선 | 비개선 | 합계  |
| ------------- | ---- | ------ | ----- |
| 여당          | 47 · | 58 ·   | 105 · |
| 자유민주당    | 37 · | 46 ·   | 83 ·  |
| 공명당        | 9 ·  | 11 ·   | 20 ·  |
| 여당계 무소속 | 1 ·  | 1 ·    | 2 ·   |
| 야당          | 74 · | 63 ·   | 137 · |
| 민주당        | 60 · | 49 ·   | 109 · |
| 일본공산당    | 3 ·  | 4 ·    | 7 ·   |
| 사회민주당    | 2 ·  | 3 ·    | 5 ·   |
| 국민신당      | 2 ·  | 2 ·    | 4 ·   |
| 신당 일본     | 1 ·  | 0      | 1 ·   |
| 야당계 무소속 | 6 ·  | 5 ·    | 11 ·  |
| 합계          | 121  | 121    | 242   |

출처 : 아사히 신문 보도

### 주요 정당
| - 자유민주당 - 83석 | 총재 아베 신조 | 간사장 나카가와 히데나오 |

| - 공명당 - 20석 | 대표 오타 아키히로 | 간사장 기타가와 가즈오 |

| - 민주당 - 109석 | 대표 오자와 이치로 | 간사장 하토야마 유키오 |

| - 일본공산당 - 7석 | 간부회 위원장 시이 가즈오 | 서기국장 이치다 다다요시 |

| - 사회민주당 - 5석 | 당수 후쿠시마 미즈호 | 간사장 마타이치 세이지 |

| - 국민신당 - 4석 | 당수 와타누키 다미스케 | 간사장 가메이 히사오키 |

| - 신당 일본 - 1석 | 대표 다나카 야스오 |

## 각 당의 전략과 결과
민주당의 오자와 이치로는 선거 전후에 걸쳐 지속적인 활동을 통해 민주당의 승리를 이끌어 냈다. 선거 공시 전부터 농촌이 대부분인 1인 선거구를 방문하고, 사회민주당과 국민신당 등과 야당의 공동 투쟁을 실현해 냈다. 공시 이후에도 대표로는 이례적으로 도시가 아닌 농촌을 중심으로 유세를 진행해, 종래에는 자유민주당의 기반으로 일컬어지던 1인구에서 압도적인 승리를 거두었다. 정책으로는 정부가 대규모 농가나 공동 영농인에게 가격 보상을 하지 않은 것에 대해, 민주당은 각 호별 가격 보상 정책을 주장하고, 전 가구에 대해 가격 보상을 하는 것을 표명했다. 게다가 ‘생활이 제일’이라는 구호를 내걸고 생활 중시 정책을 전면에 부각시켰다. 이후 연금 개혁안, 아동 수당, 농가 호별 보상 등을 기본으로 하는 정책을 전면에 내세웠다. 또한 오자와는 야당이 과반수를 얻지 못하면 정계를 은퇴하겠다고 발표했다.
이에 대해 자유민주당은 일본국 헌법의 개정 등을 쟁점으로 부각시키려 했지만, 실제로는 연금 문제가 쟁점이 되었다. 자민당은 도농간 격차 등을 배경으로 ‘성장을 실감하게!’(成長を実感に!)라는 구호를 내걸고, 공무원법 개정이나 교육 재생 관련법 등의 실적을 강조했다. 그러나 연금문제에 대한 대응은 뒷전으로 하는 듯한 인상을 주었고, 선거전에 밝혀진 아카기 노리히코 농림수산상의 사무소 비용 문제에 대해서도 구체적인 용도를 공개하지 않았다.
공명당은 ‘생명의 정책’(命のマニフェスト)을 부각시켜, 구호 헬기의 정비나 암 대책의 완비 등을 제시했지만, 연립 여당이 받는 비판 등으로 비례구에서의 득표도 저조했다. 결과적으로 선거구의 후보가 자민당 후보와 의석을 다투게 되면서 이례적으로 3인구에서 낙선하는 후보를 낳게 되었다.
일본공산당은 ‘스톱 빈곤’으로 격차시정책을 중점적으로 호소했지만, 충분한 지지를 얻지는 못했다. 그러나 1석이 줄어들었지만, 득표는 440만여 표를 얻어 이전의 득표를 약간 상회해 지지 기반을 유지할 수 있었다. 이에 대해 공산당 상임간부회는 자민당의 참패에 대해서 ‘자민·공명의 틀에서는 일본의 앞길은 없다고 판단한 결과’라고 평했고, ‘헌법 개정을 제일의 쟁점으로 내세운 제1차 아베 신조 내각의 좌절은 ‘전후 레짐으로부터의 탈각’을 목표로 하는 야스쿠니파의 반동적인 야망에의 통타’라고 지적했다. 또한 이번 결과는 자민당과 공명당의 정치에 변화를 주는 새로운 정치에서 공산당의 역할이 중요하게 된다고 결론지었다.
사회민주당은 일본국 헌법 9조가 위험하다는 점을 쟁점으로 내세워 호헌을 호소했지만, 선거가 진행되면서 헌법 개정이 쟁점에서 멀어지는 등의 영향을 받아 의석이 감소했다.
국민신당은 선거구에서 후보가 당선되는 등의 지지를 받았다. 여당의 의석수가 과반수에 약간 모자랄 때에 결정적인 위치가 부여될 가능성이 있었지만, 여당의 대패에 따라 야당으로 활동하는 것을 분명히 했다.
신당 일본은 선거 직전에 현직 의원이 탈당하기도 했지만, 다나카 야스오 대표의 지명도 등에 의하여 여론조사에서 당락이 아슬아슬했던 의석의 획득에 성공했다.

### 각 당의 캐치프레이즈
- 자유민주당 - 성장을 실감하게!(成長を実感に!)

- 이후 개혁실행력 자민당(改革実行力 自民党)으로 전환했다.

- 민주당 - 국민의 생활이 제일.(国民の生活が第一。)
- 공명당 - 미래에 책임을 지는 정치.(未来に責任を持つ政治。)
- 일본공산당 - ‘확실한 야당’으로 생활과 평화를 지켜냅니다.(『たしかな野党』として、くらしと平和を守りぬきます。)
- 사회민주당 - 9조와 연금이 위험하다(9条と年金があぶない)
- 국민신당 - 정정당당 ‘저항세력’(正々堂々、『抵抗勢力』)
- 신당 일본 - 새로운 일본선언.(新しい日本宣言。)

## 선거 이후

### 국회
- 2007년 8월 7일에 소집해 8월 10일에 폐회한 제167회 국회에서는 투표 총수 240표의 만장일치로 민주당의 에다 사쓰키를 의장으로, 자유민주당의 산토 아키코를 부의장으로 선출했다.

### 정치
- 7월 30일 오전, 아베 신조 총리는 “유감스러운 결과가 되었다. 지지해 준 사람에게는 미안하다. 국민의 목소리를 받아들이면서 앞으로도 책임을 수행해 가겠다”고 정권을 계속할 방침을 발표했다. 이어 나카가와 히데나오 자민당 간사장은 “총재·총리의 결의를 일원이 되어 지지하고 진행하자”고 발표해, 아베 총리를 지지하는 방침을 결정했다. 이어 연립 여당을 구성하는 자민당과 공명당은 아베 총리를 지지하고, 연립을 계속 유지하기로 결정했다. 또한 총리는 8월말에서 9월에 걸쳐 내각을 개조하고, 당의 인사를 쇄신하였다.[7] 이후 내각에 대해서는 제1차 아베 신조 내각 (개조)를 참조.
- 7월 30일부터 31일에 걸쳐 실시된 전화 여론조사에서 아베 신조 총리의 진퇴에 대해 ‘사임해야 한다’는 의견이 47퍼센트로, ‘계속했으면 한다’가 40퍼센트로 나타났다. 제1차 아베 신조 내각의 지지율은 26퍼센트로, 2006년 9월에 발족한 이래 최저로 나타났다. 아베 내각을 지지하지 않는다는 의견이 60퍼센트로 나타나 처음으로 60퍼센트를 넘어섰다. 정당 지지율은 민주당이 34퍼센트로, 자유민주당의 21퍼센트를 크게 상회했다. 선거 결과에 대해 ‘좋았다’고 답한 사람이 68퍼센트로, 자민당 지지자 중에서도 ‘좋았다’고 답한 사람이 거의 40퍼센트에 달해 긍정적인 평가가 높았다. 선거에서 자민당이 패한 요인이 아베 총리라고 답한 사람이 34퍼센트, 아니라고 답한 사람이 59퍼센트로 나타났다. 자민당의 패인으로는 연금 문제가 44퍼센트, 각료의 부적절이 38퍼센트, 격차 문제가 12퍼센트 순이었다. 민주당의 승리 요인으로는 자민당을 꼽은 사람이 81퍼센트로 나타났고, 정책은 9퍼센트, 오자와 대표는 4퍼센트에 지나지 않았다. 중의원 해산 시기로는 ‘서두를 필요가 없다’고 대답한 사람이 54퍼센트로 나타났다.[8]
- 7월 30일, 오자와 이치로 민주당 대표는 참의원 선거의 모든 후보자와 차기 중의원 선거 후보 예정자에 대하여 ‘답례와 맹세’라는 제목의 글을 발송했다. 오자와 대표는 글에서 ‘이번 성과는 틀림없이 대단한 한걸음’이라고 강조하며, ‘아베 자민당의 폭주에 참의원에서 제동을 건다. 나아가 ‘국민의 생활이 제일’을 이념으로 하는 내각을 수립해 우리의 기본 정책을 실행한다’고 호소하여 중의원 해산과 총선거로 정권 교체를 하고자 하는 결의를 제시했다.[9]

## 같이 보기
- 제1차 아베 신조 내각
- 일본 국회
- 참의원 (일본)
- 일본 참의원의원 통상선거
- 중의원
- 일본 총무성
- 니가타 현 주에쓰 오키 지진